# Coapan, Nayarit
Coapan är en ort i Mexiko.   Den ligger i kommunen Jala och delstaten Nayarit, i den centrala delen av landet, 600 km väster om huvudstaden Mexico City. Coapan ligger 1 263 meter över havet och antalet invånare är 332.
Terrängen runt Coapan är kuperad åt nordost, men åt sydväst är den bergig. Runt Coapan är det ganska glesbefolkat, med 32 invånare per kvadratkilometer. Närmaste större samhälle är Jala, 5,4 km sydost om Coapan. I omgivningarna runt Coapan växer huvudsakligen savannskog.